# Refuge de l'Arpont
Le refuge de l'Arpont est un refuge situé en France dans le département de la Savoie en région Auvergne-Rhône-Alpes.

## Histoire

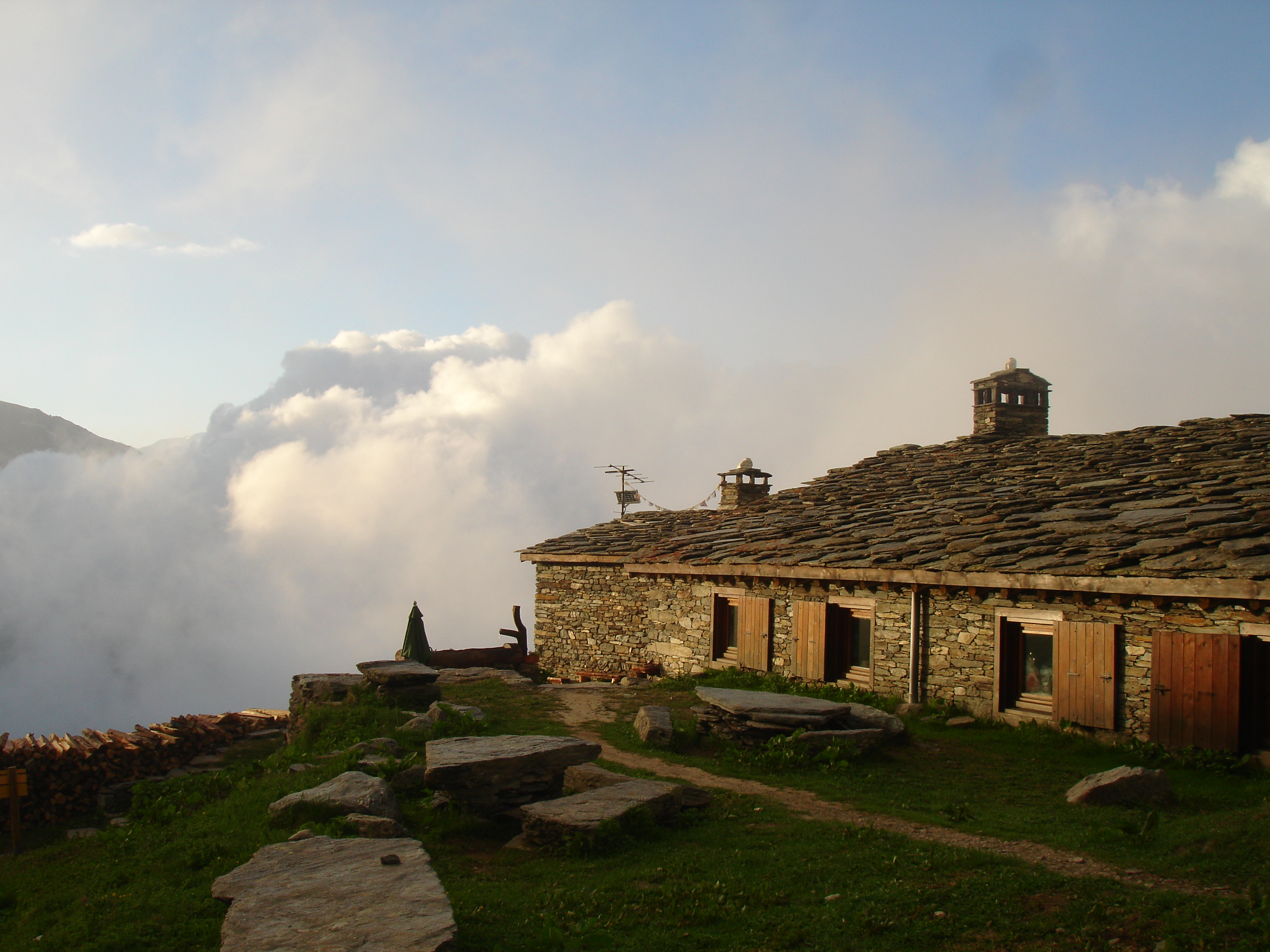
Vue du refuge avant sa rénovation.

L'actuel refuge a été créé en 1969. Auparavant, le bâtiment était un ancien chalet de berger appartenant à la famille Arnaud du village de Termignon. De nombreuses modifications et transformations ont été apportées pour permettre la création de ce refuge. Il a été rénové entre septembre 2012 et novembre 2013.

## Caractéristiques et informations
Le refuge est gardé durant tout l'été de début juin à mi-septembre. Après quoi, le gardiennage n'est plus assuré sauf si une réservation a été effectuée préalablement. Il est possible de camper à proximité du refuge1erLe campement est payant toutefois et donne accès aux campeurs de pouvoir se rendre à la salle hors sac et aux sanitaires. Le refuge a une capacité d'accueil de 94 lits. En dehors de la période de gardiennage, le refuge permet l'accès à 24 lits.

## Accès

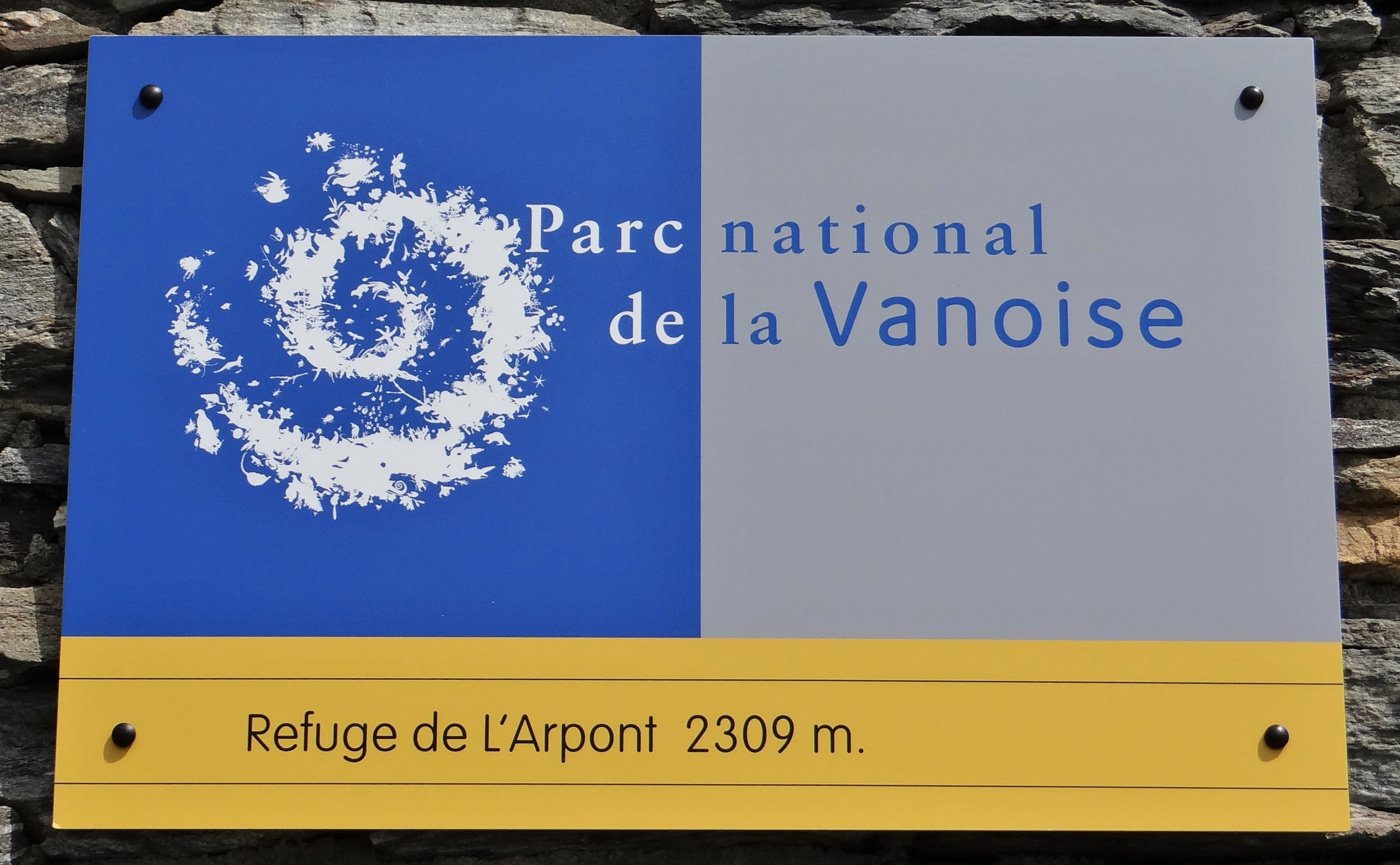
Panneau.

Pour rejoindre le refuge, il faut se rendre au village de Termignon en passant par le pont du Châtelard. Après quoi, emprunter le sentier prévu pour se rendre au refuge. Le dénivelé y est de 950 mètres. Le temps pour s'y rendre est estimé à environ trois heures.
On peut aussi accéder à ce refuge depuis le refuge du Col de la Vanoise par le col du même nom en empruntant un sentier en balcon d'environ 13 kilomètres ; compter environ 8 heures avec sacs à dos de 10 kg, temps de pauses compris.

## Ascensions
Du refuge on peut atteindre les sommets suivants :
- dôme de Chasseforêt ;
- dôme de l'Arpont ;
- dôme du Génépy.

## Excursions

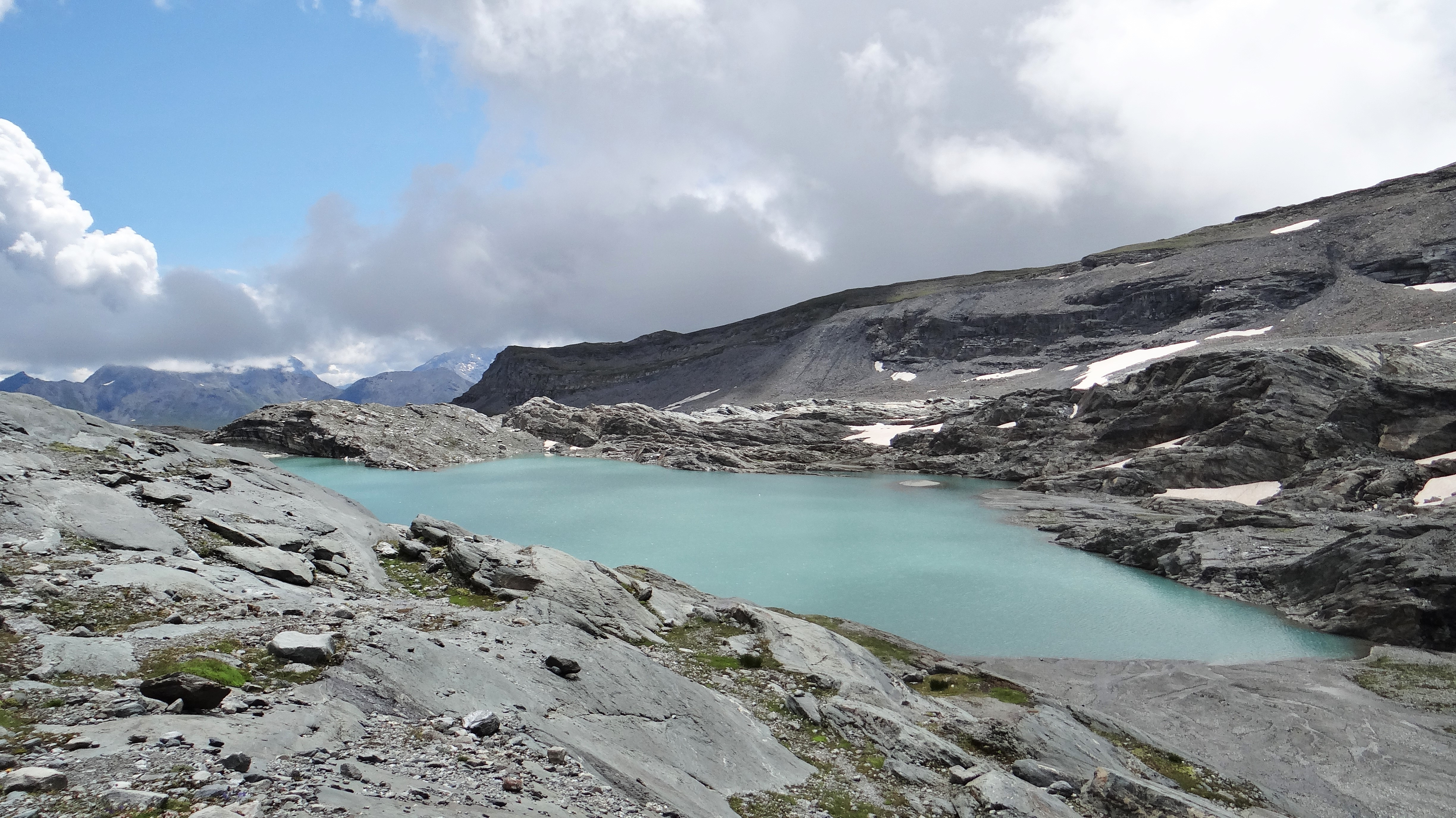
Lac de l'Arpont.

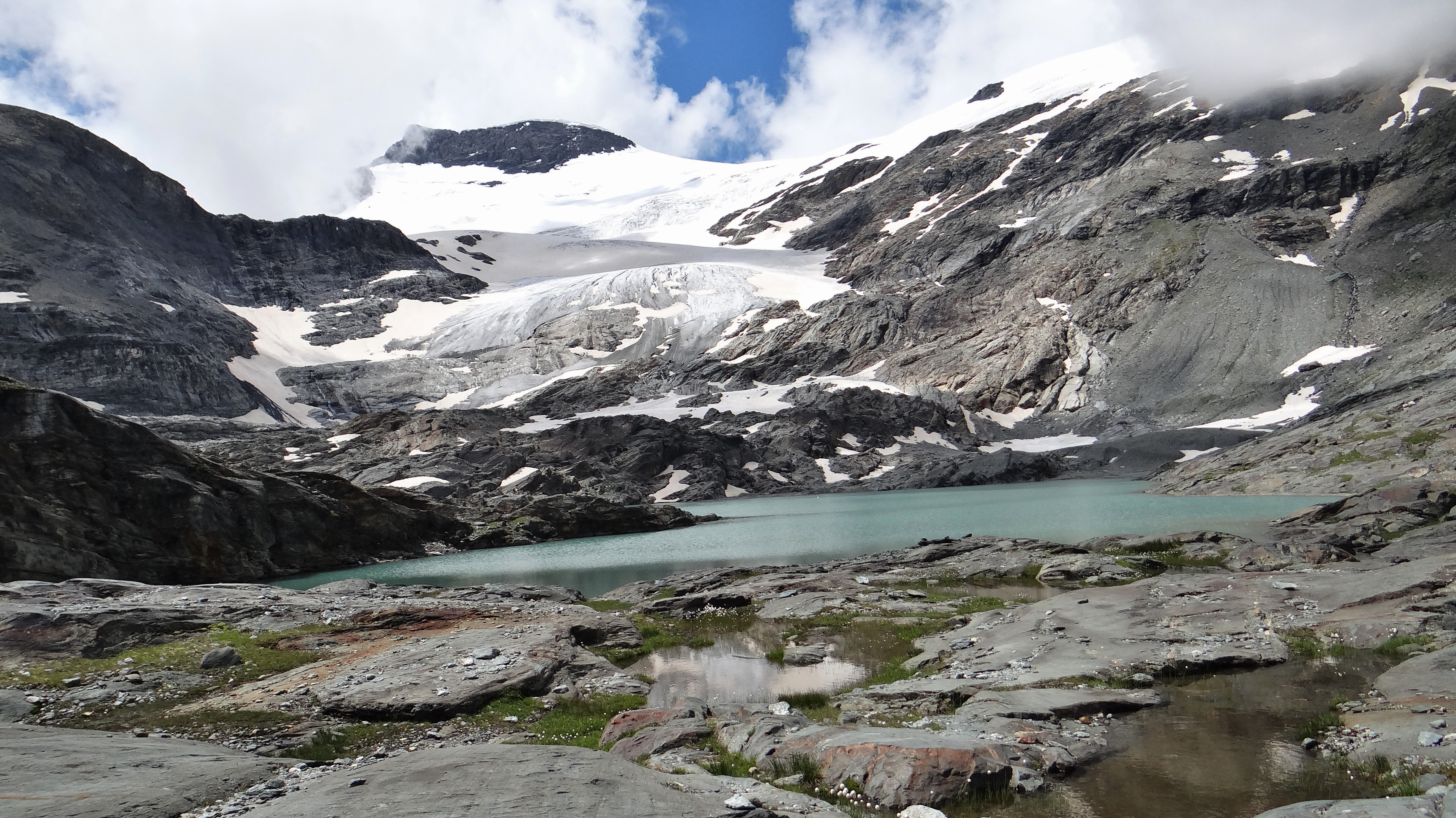
Lac et glacier de l'Arpont.

- Le lac (2 670 m) et le glacier de l'Arpont.